# Wolf Karge
Wolf Karge (* 21. März 1951 in Schwerin) ist ein deutscher Historiker, Archivar, Museologe, Museumsdirektor und Publizist.

## Leben
Wolf Karge wuchs in Heiligendamm auf. Nach dem Schulbesuch in Bad Doberan absolvierte er eine Lehrausbildung im Archivwesen in Potsdam und studierte anschließend Geschichte an der Humboldt-Universität zu Berlin. Von 1972 bis 1978 war er im Staatsarchiv Schwerin tätig, danach bis 1991 wissenschaftlicher Mitarbeiter am Kulturhistorischen Museum Rostock, zuletzt in der Funktion des Direktors. 1986 wurde er an der Universität Rostock zum Dr. phil. promoviert. Von 1997 bis 2007 war er Geschäftsführer des Technischen Landesmuseum Mecklenburg-Vorpommern in Schwerin bzw. Wismar. Mit der Gründung des Museumsverbandes in Mecklenburg-Vorpommern im Jahr 1990 wurde er dessen Vorsitzender, seit 2008 ist er Ehrenvorsitzender. Am 1. November 1999 wurde er in die Historische Kommission für Mecklenburg berufen. Er ist Mitautor und seit 2018 Herausgeber des bei der Historischen Kommission erscheinenden Biographischen Lexikons für Mecklenburg. Von 2007 bis 2017 hatte er einen Lehrauftrag an der Leuphana Universität Lüneburg im Bereich Kulturwissenschaft.
Seit 2007 betätigt sich Wolf Karge als freier Publizist für Museen, Verlage, Hörfunk, Printmedien und Fernsehen. Er ist Autor zahlreicher Monografien und Aufsätze zur Landes- und Kunstgeschichte Mecklenburg-Vorpommerns. Seine Artikel erscheinen in einschlägigen Fachzeitschriften wie Mecklenburgische Jahrbücher, Stier und Greif, Weltkunst, Zeitgeschichte regional und den Beiträgen zur Geschichte der Stadt Rostock, aber auch in den lokalen Tageszeitungen Mecklenburg-Vorpommerns, etwa der Ostsee-Zeitung, der Schweriner Volkszeitung mit dem Mecklenburg Magazin und den Norddeutschen Neuesten Nachrichten. Im Jahr 2003 wurde er mit der Fritz-Reuter-Medaille der Landsmannschaft Mecklenburg geehrt. Am 17. November 2022 erhielt er den Kulturpreis des Landes Mecklenburg-Vorpommern, Einen Tag später durfte sich Wolf Karge in das „Goldene Buch“ der Stadt Schwerin eintragen.

„Wenn man in seine Vita schaue, komme man nicht umhin zu sagen: Kultur bestimmt sein Leben. Karge ist Archivar, Historiker, Museologe, Kurator, Publizist, Dozent, Gutachter, Berater und vieles mehr.“

## Mitgliedschaften
- Deutscher Museumsbund (Vorstand 1993–2005)
- Museumsverband Mecklenburg-Vorpommern (Vorsitzender 1990–2008, Ehrenvorsitzender seit 2008)
- Historische Kommission für Mecklenburg[4]
- Verein Politische Memoriale (Vorstand 2003–2009)
- Rostocker Kunstverein (Präsident 1992–1997)
- Verein für mecklenburgische Geschichte und Altertumskunde
- Verein für die Erinnerungs-, Bildungs- und Begegnungsstätte Alt Rehse (Vorstand seit 2009)[7]
- Deutscher Journalisten-Verband (DJV)
- Freundeskreis Kulturforum Schleswig-Holstein-Haus in Schwerin (Vorsitzender seit 2015)[8]

## Schriften (Auswahl)

### Autor
- Kleine Geschichte Pommerns (= Rhino Westentaschen-Bibliothek. Band 109). RhinoVerlag, Ilmenau 2025, ISBN 978-3-95560-109-6.

- Kleine Geschichte Mecklenburgs (= Rhino Westentaschen-Bibliothek. Band 102). RhinoVerlag, Ilmenau 2024, ISBN 978-3-95560-102-7.

- Fischland, Darß, Zingst – Sehnsuchtsorte zwischen Bodden und Meer. Ellert & Richter, Hamburg 2024, ISBN 978-3-8319-0860-8.

- Mecklenburgs Binnenland Vom Schaalsee bis zur Seenplatte. Oasen Lieblingsorte Geheimtipps. Ellert & Richter, Hamburg 2022, ISBN 978-3-8319-0821-9.

- Mecklenburgs Ostseeküste mit Fischland, Darß und Zingst. Oasen Lieblingsorte Geheimtipps. Ellert & Richter, Hamburg 2022, ISBN 978-3-8319-0818-9.

- Schlösser und Herrenhäuser in Mecklenburg. 3., überarbeitete und erweiterte  Auflage. Hinstorff, Rostock 2022, ISBN 978-3-356-02421-0.

- Der “König” vom Fischland – Peter E. und die Kunst. Hrsg.: Kunstmuseum Ahrenshoop. Hinstorff, Rostock 2022, ISBN 978-3-356-02407-4 (Peter E. = Peter E. Erichson).

- Elisabeth von Eicken (= edition.fischerhuder Kunstbuch). Verlag Atelier im Bauernhaus, Fischerhude 2021, ISBN 978-3-96045-124-2.

- Ahrenshoop : Künstlerkolonie zwischen Meer und Bodden (= edition.fischerhuder Kunstbuch). Verlag Atelier im Bauernhaus, Fischerhude 2020, ISBN 978-3-96045-112-9.

- Stintenburg im Schaalsee : Rittergut, Flüchtlingslager, Grenzerkaserne und Zentralschule des MfS für Grenzaufklärer. Hrsg.: Die Landesbeauftragte für Mecklenburg-Vorpommern für die Aufarbeitung der SED-Diktatur. 2. korr.  Auflage. Schwerin 2019, ISBN 978-3-933255-56-3.

- Kleine Geschichte der Hansestadt Rostock (= Rhino Westentaschen-Bibliothek. Band 69). RhinoVerlag, Ilmenau 2018, ISBN 978-3-95560-069-3.

- FAKtisch designed in MV – Designausbildung an der Fach“Hoch”schule für angewandte Kunst Heiligendamm 1953 bis 2000. Hrsg.: Freundeskreis Kulturforum im Schleswig-Holstein-Haus der Landeshauptstadt Schwerin e. V. Schwerin 2017, DNB 1150336870 (Konzept und Text: Dr. Wolf Karge in Zusammenarbeit mit Prof. Hans Meyer und den fachwerklern).

- Friedrich Wachenhusen – Maler in Ahrenshoop und Schwerin (= edition.fischerhuder Kunstbuch). Verlag Atelier im Bauernhaus, Fischerhude 2014, ISBN 978-3-88132-391-8.

- Zwischen Begehrlichkeit und Rückführungspflicht : Rückgaben an die Museen der DDR. In: Meike Hoffmann (Hrsg.): Ein Händler „entarteter“ Kunst: Bernhard A. Böhmer und sein Nachlass. Akademie-Verlag, Berlin 2010, ISBN 3-05-004498-5, S. 173–198 (mit Susanna Köller).

- Boltenhagen und der Klützer Winkel – mit Schönberg und Grevesmühlen. Hinstorff, Rostock 2010, ISBN 978-3-356-01361-0 (Fotograf Thomas Ebelt).

- Heiligendamm : erstes deutsches Seebad; gegründet 1793. 3., erg.  Auflage. Demmler, Schwerin 2008, ISBN 978-3-910150-17-1 (1. Auflage 1993 / ISBN 3-910150-17-9).

- Museumspolitik und Organisationskonzepte von Staat und Verbänden in Ostdeutschland vor und nach 1989. In: Deutscher Museumsbund (Hrsg.): Museumskunde – Fachzeitschrift für die Museumswelt. Band 72. Holy-Verlag, 2007, ZDB-ID 206580-0, S. 30–41.

- Paul Müller-Kaempff : 1861 Oldenburg – Ahrenshoop – Berlin 1941 (= edition.fischerhuder Kunstbuch). Verlag Atelier im Bauernhaus, Fischerhude 2006, ISBN 3-88132-268-X (Mit einem Beitrag von Friedrich Schulz).

- Die Geschichte Mecklenburgs : von den Anfängen bis zur Gegenwart. 4., erw.  Auflage. Hinstorff, Rostock 2004, ISBN 3-356-01039-5 (Mit Ernst Münch und Hartmut Schmied).

- Museumsführer Mecklenburg-Vorpommern. Hrsg.: Museumsverband in Mecklenburg-Vorpommern e. V. Demmler, Schwerin 1991, ISBN 3-910150-05-5 (mit Klaus Kartowitsch und Ursula Schmidt).

- Ahrenshoop : eine Künstlerkolonie an der Ostsee (= Worpsweder Taschenbücher). Galerie-Verlag, Fischerhude 1990, ISBN 3-88132-242-6 (mit Barbara Bohn und Vera Bombor).

- Entwicklung der vertikalen und horizontalen Struktur und der Organisationen der Industrie-, Handels- und Bankbourgeoisie in Mecklenburg-Schwerin 1871–1914. Hochschulschrift, Universität Rostock, Dissertation A, 1987.[9]

### Herausgeber
- mit Heiko Herold und Florian Ostrop (Hrsg.): Stier und Adler : 200 Jahre diplomatische Beziehungen zwischen Mecklenburg-Schwerin und den Vereinigten Staaten von Amerika : 1816–2016. Hinstorff, Rostock 2017, ISBN 978-3-356-02129-5.

- Adel in Mecklenburg : wissenschaftliche Tagung der Stiftung Mecklenburg in Zusammenarbeit mit der Historischen Kommission für Mecklenburg am 4. und 5.05.2012 in Schwerin. (= Schriftenreihe der Stiftung Mecklenburg. Wissenschaftliche Beiträge. Band 3). Hinstorff, Rostock 2013, ISBN 978-3-356-01590-4.

- mit Gesine Kröhnert (Hrsg.): Mecklenburg und der Erste Weltkrieg : Beiträge zur Geschichte in Mecklenburg. Helms, Schwerin 2010, ISBN 978-3-940207-19-7.

- mit Reno Stutz und Dietmar Greßmann (Hrsg.): Vom Knüppeldamm zur Autobahn : Wege von Schwerin nach Wismar. Schelfbuch, Schwerin 2009, ISBN 978-3-941689-07-7.

- mit Dietmar Greßmann (Hrsg.): Planen, pflastern, asphaltieren … 150 Jahre Strassenbauverwaltung in Mecklenburg-Vorpommern. CW-Obotritendruck, Schwerin 2007, ISBN 978-3-933781-62-8 (im Auftrag der Vereinigung der Straßenbau- und Verkehrsingenieure in Mecklenburg-Vorpommern e. V.).

- Verein Technisches Landesmuseum Mecklenburg-Vorpommern e. V. (Hrsg.): Zur Geschichte der Rüstungsindustrie in Mecklenburg und Vorpommern 1900 bis 1989. 2. Auflage. Archiv für Porträt- und Historienmalerei, Schwerin 2002, ISBN 3-00-007331-0.